# Federația Luxemburgheză de Fotbal
Federația Luxemburgheză de Fotbal (luxemburgheză Lëtzebuerger Foussballfederatioun; franceză Fédération Luxembourgeoise de Football, FLF; germană Luxemburger Fußballföderation) este forul conducător oficial al fotbalului în Luxemburg, cu sediul în capitala Mondercange. Forul organizează BGL Ligue și Echipa națională de fotbal a Luxemburgului.

## Lista președinților
- Max Metz (1903–1913)
- Jules Fournelle (1913–1915)
- René Leclère (1915–1917)
- J. Geschwind (1917–1918)
- Guillaume Lemmer (1918–1920)
- Gustave Jacquemart (1921–1950)
- Émile Hamilius (1950–1961)
- Albert Kongs (1961–1968)
- René Van Den Bulcke (1969–1981)
- Remy Wagner (1981–1986)
- Norbert Konter (1986–1998)
- Henri Roemer (1998–2004)
- Paul Philipp (2004 – prezent)